# Евгений (Ждан)
Архиепи́скоп Евге́ний (в миру Евгений Борисович Ждан; 30 августа 1942, Новогрудок, Гродненская область — 11 октября 2002, Тамбов) — епископ Русской православной церкви, архиепископ Нижегородский и Арзамасский.

## Биография
Родился 30 августа 1942 года в Новогрудке Гродненской области БССР. В 1959 году окончил среднюю школу.
В 1961 году окончил Минское зубоврачебное училище. В 1961—1963 годах работал в стоматологическом отделении в Туровской районной больнице.
В 1963—1966 годах служил в Советской Армии.
В 1967—1970 годах работал в стоматологическом отделении Кореличской районной больницы.
В 1970 году поступил во 2-й класс ЛДС. В 1972—1976 годах учился в ЛДА, окончил со степенью кандидата богословия за сочинение «Святогробские службы Страстей и Воскресения Христова до разрушения Иерусалима Хозроем».
В 1976—1979 годах — слушатель аспирантуры МДА, одновременно — референт ОВЦС.
24 апреля 1976 года митрополитом Ленинградским и Новгородским Никодимом (Ротовым) рукоположён в сан диакона, 12 сентября 1977 года — во пресвитера.
С августа 1979 года — клирик Александро-Невского храма Ленинграда (Красное Село, переулок Щуппа, 10).
С июля 1981 года — клирик Спасо-Преображенского собора в Ленинграде; назначен преподавателем ЛДС, референтом Ленинградского филиала ОВЦС и личным секретарём митрополита Ленинградского и Новгородского Антония (Мельникова).
С 1985 года — преподаватель кафедры литургики ЛДА, одновременно секретарь Ленинградского епархиального управления, член Ленинградского филиала ОВЦС, благочинный храмов II благочинного округа Ленинградской епархии.
В марте 1985 года митрополитом Антонием (Мельниковым) пострижен в монашество, затем возведён в сан архимандрита.
В составе делегаций РПЦ принимал участие в экуменических и миротворческих встречах в Нидерландах, Чехословакии, Югославии, Великобритании.

### Архиерейство
12 мая 1987 года Священный Синод определил ему быть епископом Тамбовским и Мичуринским.
30 мая того же года в Иоанно-Богословском храме Ленинградских духовных школ состоялось наречение, а 31 мая в Троицком соборе Александро-Невской Лавры за Божественной литургией — архиерейская хиротония. Чин хиротонии совершили: митрополит Ленинградский и Новгородский Алексий (Ридигер), архиепископ Горьковский и Арзамасский Николай (Кутепов), архиепископ Новосибирский и Барнаульский Гедеон (Докукин), епископ Ставропольский и Бакинский Антоний (Завгородний), епископ Краснодарский и Кубанский Исидор (Кириченко), епископ Кировский и Слободской Хрисанф (Чепиль), епископ Брюссельский и Бельгийский Симон (Ишунин).
В 1988 году начались перемены в отношении государства к Церкви. Стали открываться храмы, при них создавались воскресные школы, духовенство получило возможность заниматься благотворительной, социальной, миссионерской деятельностью, начала издаваться епархиальная газета, появились православные передачи на радио и телевидении. В 1988 году епархии были возвращены мощи святителя Питирима, временно помещенные в Покровский собор в Тамбове. Осенью 1988 года верующим передали Скорбященский храм бывшего Тамбовского Вознесенского женского монастыря, а в ноябре 1990 года — Предтеченскую церковь бывшего Тамбовского Казанского мужского монастыря.
29 декабря 1989 года получил согласие Священного Синода на выдвижение кандидатом в депутаты Верховного Совета РСФСР.
На Поместном Соборе 1990 года являлся членом мандатной комиссии по избранию патриарха Московского и всея Руси.
В 1990—1993 годах был народным депутатом Тамбовского облсовета.
25 февраля 1991 года был возведён в сан архиепископа.
25 марта 1991 года назначен председателем новосозданной Комиссии Священного Синода по вопросам пенсионного обеспечения и социальной защите работающих в РПЦ (с 18 февраля 1992 года — Комиссия по вопросам пенсионного обеспечения и социальной защиты).
В 1993 году стал руководителем торжеств в связи с перенесением мощей святителя Питирима Тамбовского в частично возвращенный Преображенский собор.
Среди прихожан появилось много молодых и людей среднего возраста с высоким образовательным уровнем. Эти изменения определили повышенные требования к образовательному уровню священнослужителей. Кроме того, для вновь открывавшихся храмов требовался штат священников, псаломщиков, диаконов. Для решения этой проблемы при Казанском монастыре открыто Духовное пастырское училище.
21 июня 2001 году, по смерти митрополита Нижегородского и Арзамасского Николая (Кутепова), был временно назначен управляющим Нижегородской епархией; с 12 марта 2002 — архиепископ Нижегородский и Арзамасский с сохранением за ним Тамбовской кафедры.
После назначения на Нижегородскую кафедру не хотел занимать резиденцию прежнего управляющего епархией митрополита Николая (Кутепова), считая, что в этом доме должен быть организован музей митрополита Николая и паломнический центр. Так как новая резиденция не была готова, проводил большую часть времени в Тамбове. Ожидалось, что архиепископ Евгений окончательно переедет в Нижний Новгород в ноябре. В нижегородских православных кругах бытовало мнение, что промедление с переездом в Нижний Новгород было связано с тем, что архиепископ Евгений хотел переждать вдалеке от Нижнего Новгорода выборы главы города, носившие скандальный характер.
Скоропостижно скончался вечером 11 октября 2002 года в 9 часов вечера, на 61-м году жизни накануне поездки в Нижний Новгород, где должен был принять участие в инаугурации избранного мэром Нижнего Новгорода Вадима Булавинова. Причиной смерти архиепископа Евгения стал обширный инфаркт, ставший следствием тромбоэмболии.
Похороны состоялись в воскресенье, 13 октября в Тамбове на территории Казанского мужского монастыря. На похороны прибыли из Нижнего Новгорода полномочный представитель Президента РФ в Приволжском федеральном округе Сергей Кириенко, губернатор Нижегородской области Геннадий Ходырев и новоизбранный мэр Нижнего Новгорода Вадим Булавинов.

## Публикации
- Юбилейный выпуск в Ленинградских духовных школах // Журнал Московской Патриархии. М., 1972. — № 8. — С. 25.
- Зарубежные отклики в связи с кончиной митрополита Ленинградского и Новгородского Никодима // Журнал Московской Патриархии. М., 1979. — № 5. — С. 21-29. (в соавторстве)
- Светильник церкви тамбовской (к 75-летию прославления святителя Питирима) // Журнал Московской Патриархии. М., 1989. — № 9. — С. 17-21
- Вечная память почившим [Павел (Гулынин), схииеромонах, Тамбовская епархия] // Журнал Московской Патриархии. М., 1990. — № 3. — С. 45-46.
- [Воспоминания о митрополите Никодиме (Ротове)] // Ювеналий (Поярков), митр. Человек Церкви. М., 1998. — С. 347—352;

## Награды и звания
Церковные
- Орден святого равноапостольного князя Владимира III степени (1987)
- Орден святого благоверного князя Даниила Московского II степени (1997)
- Премия им. святителя Луки (Войно-Ясенецкого) (1997)
- Орден святого Иннокентия II степени (2001)

Государственные:
- Орден Почёта (7 ноября 1997 года) — за многолетний добросовестный труд и большой вклад в укрепление дружбы и сотрудничества между народами[6]
- Орден «За заслуги перед Отечеством» IV степени (9 июля 2002 года) — за большой вклад в укрепление гражданского мира и возрождение духовно-нравственных традиций[7]
- Почётный житель Тамбова (2002)
- Имя Высокопреосвященнейшего Евгения (Ждана) занесено в Книгу Славы Новогрудского района (2010, посмертно)[8].